# Dorcathispa
Dorcathispa es un género de escarabajos  de la familia Chrysomelidae. En 1901 Weise describió el género. Contiene las siguientes especies:
- Dorcathispa alternata (Weise, 1900)
- Dorcathispa bellicosa (Guérin-Menéville, 1841)
- Dorcathispa extrema (Péringuay, 1898)